# 朴堤上
朴堤上是朝鲜三国时期新罗的一位人物。金富轼所著的《三国史记*朴堤上传》中对他有简略的记述。高丽国师一然的《三国遗事》对朴堤上的事迹有着更为生动的描述。新罗讷祇王很想念被倭人当做人质横目下加革+马留的弟弟美海，于是派朴堤上前去解救。朴堤上到倭国后假称自己是新罗弃臣，得到倭王的信任，并暗中接近美海。一天，他趁着海上大雾将美海成功送上离开倭国的船，但自己却被抓住。倭王对他实行了酷刑，让人剥掉他脚底的皮肤，然后让他在锋利的芦苇苇上下+在行走，又将铁烧红，让他站在上面。但他始终都不屈服。最后倭王将他在木岛烧死。:151-152:35-36